# 竹鼻鉄道デ5形電車
竹鼻鉄道デ5形電車（たけはなてつどうデ5がたでんしゃ）は、竹鼻鉄道が新製した木造四輪単車。

## 概要
竹鼻鉄道が栄町駅・大須駅間の延伸開業のために新製した車両である。1928年（昭和3年）10月にデ5 - 8の4両が名古屋電車製作所で製造された。機器類は竹鼻鉄道開業時の車両のデ1形と同じであるが、全長が約9.2mと長くなっている。1943年（昭和18年）に竹鼻鉄道が名古屋鉄道に吸収合併されたが、本形式は車番・車種記号ともに変化はなく、引き続き竹鼻線で運用される。
1949年（昭和24年）に5・7の2両は松本電気鉄道へ譲渡され、モ14形14・15となり、1960年（昭和35年）に廃車された。残りの6・8は同年にモ80形（2代目）81・82と改称・改番された。その後も竹鼻線で運用され、1953年（昭和28年）に廃車された。